# Nachtfalter
Nachtfalter (Papillons de nuit) est une valse de Johann Strauss II (op. 157). L'œuvre est créée le 28 août 1854 au casino Unger à Vienne.

## Histoire
L'œuvre est composée pour le Hernalser Kirchtag (Kirchweih) annuel et est créée lors de cet événement au Casino Unger, où Strauss se produit chaque année pour l'occasion. Le terme Nachtfalter est ambigu et peut désigner à la fois papillon et engoulevent. Strauss envisage les deux possibilités dans son œuvre. Dans une partie, le vol des papillons est imité musicalement et dans une autre partie, la vie humide et heureuse d'un oiseau de nuit est imitée avec des mélodies joyeuses.
La réponse à l’œuvre à l’époque est plutôt discrète. La valse ne s'impose que plus tard et trouve d'éminents partisans chez Franz Liszt et Hans von Bülow.

## Durée
Sa durée approximative est de 8 minutes et 50 secondes. Elle peut varier légèrement selon l'interprétation musicale du chef d'orchestre.

## Interprétation notable
En 1998, la pièce est jouée lors du célèbre concert du nouvel an à Vienne, sous la direction de Zubin Mehta.